# 国鉄5900形蒸気機関車

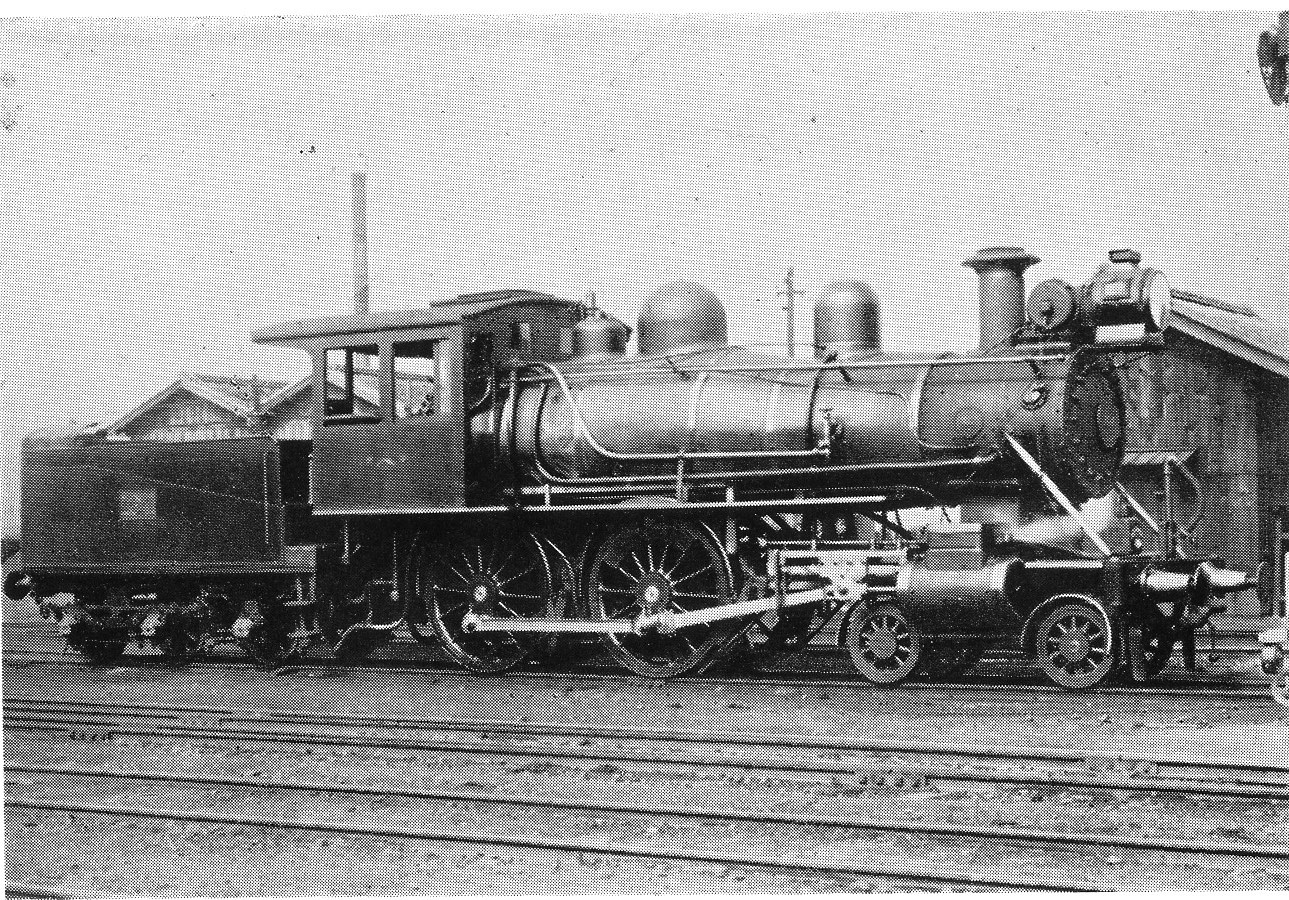
山陽鉄道 12形（後の鉄道院 5900形）

5900形は、かつて日本国有鉄道の前身である鉄道院・鉄道省に在籍したテンダ式蒸気機関車である。

## 概要
元は、山陽鉄道がアメリカのボールドウィン社で28両を製造した、車軸配置4-4-0(2B)、2気筒単式の飽和式テンダ機関車である。ボールドウィン社の種別呼称は8-24C、山陽鉄道での形式は12形であった。1906年（明治39年）、山陽鉄道は国有化されたが、しばらくは山陽鉄道時代の形式番号で使用された。その後、1909年（明治42年）には鉄道院の車両形式称号規程が制定され、本形式は5900形（5900 - 5927）に改められた。
製造の状況は、次のとおりである。
- 1897年2月（6両。製造番号15166 - 15171） 53 - 58
- 1897年7月（12両。製造番号15389 - 15400） 59 - 70
- 1901年5月（10両。製造番号19073 - 19082） 96 - 105

山陽鉄道が急行列車牽引用として本格的に導入したのが本形式で、直径1524mm（5フィート）の動輪を持つ。形態は、典型的なアメリカ古典機スタイルで、ボイラーはワゴントップ形で第1缶胴に砂箱、第3缶胴上に蒸気ドーム、火室上に台座付きの安全弁を設けている。また、1897年製の18両と1901年製の10両とでは、前端ビームや煙突の長さ、ボイラー中心高さ、炭水車ボギー台車の軸距などがわずかに異なっていたが、形式の区別はされなかった。また、先台車の車輪のスポークの本数が1897年製は8本、1901年製は10本であったが、後の振り替えによって入り乱れていた。
また、同時期にロジャーズ社で製造された13形（後の鉄道院5950形）とは、細部の寸法は異なるものの、ほぼ同形である。
国有化後は、関西本線西部、総武本線、房総線に転属したが、1923年（大正12年）に17両が岡山に集められ、山陽本線で、残りはそのまま関東地方で使用された。廃車は1925年（大正14年）から1932年（昭和7年）にかけて行われたが、譲渡されたもの、保存されたものはない。また、吉川文夫著『東海道線130年の歩み』には関東大震災で転覆した5908の写真がある。

## 主要諸元
前期型の諸元を示す。
- 全長 : 14,313mm
- 全高 : 3,626mm
- 全幅 : 2,754mm
- 軌間 : 1,067mm
- 車軸配置 : 4-4-0(2B)
- 動輪直径 : 1,524mm
- 弁装置 : スチーブンソン式アメリカ型

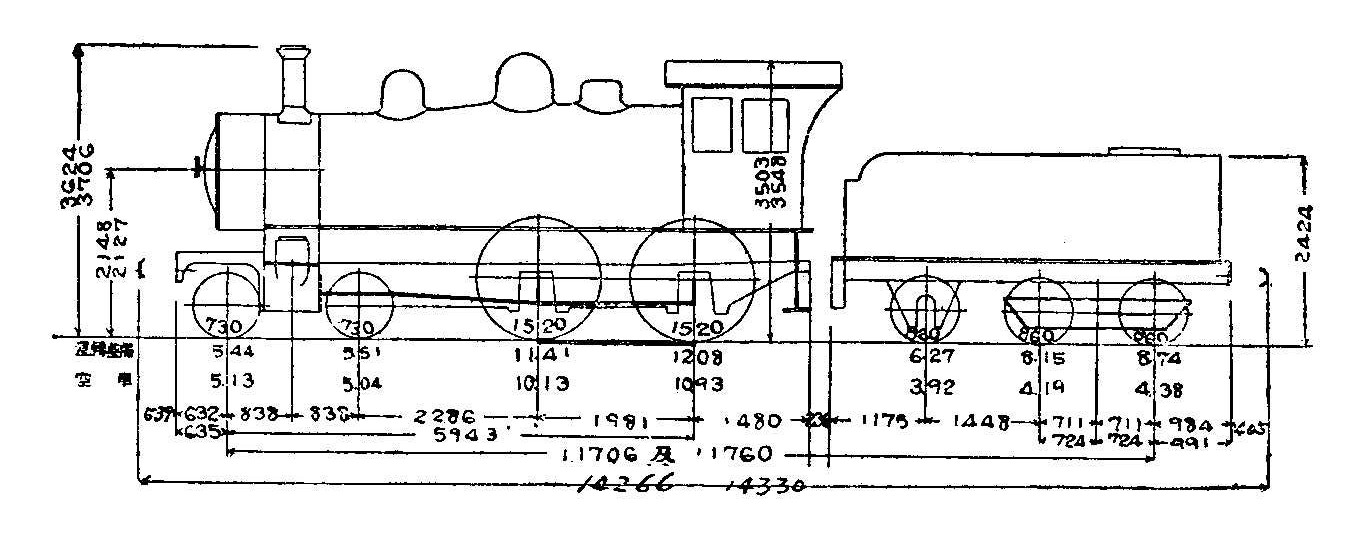
形式図

- シリンダー（直径×行程） : 381mm×559mm
- ボイラー圧力 : 10.2kg/cm2
- 火格子面積 : 1.39m2
- 全伝熱面積 : 85.0m2
  - 煙管蒸発伝熱面積 : 76.8m2
  - 火室蒸発伝熱面積 : 8.2m2
- ボイラー水容量 : 3.5m3
- 小煙管（直径×長サ×数） : 45mm×3254mm×169本
- 機関車運転整備重量 : 34.44t
- 機関車空車重量 : 31.23t
- 機関車動輪上重量（運転整備時） : 23.49t
- 機関車動輪軸重（第2動輪上） : 12.08t
- 炭水車重量（運転整備） : 23.16t
- 炭水車重量（空車） : 12.49t
- 水タンク容量 : 9.06m3
- 燃料積載量 : 2.84t
- 機関車性能
  - シリンダ引張力（0.85P）: 4,620kg
- ブレーキ装置 : 手ブレーキ、真空ブレーキ